# 釣蝦

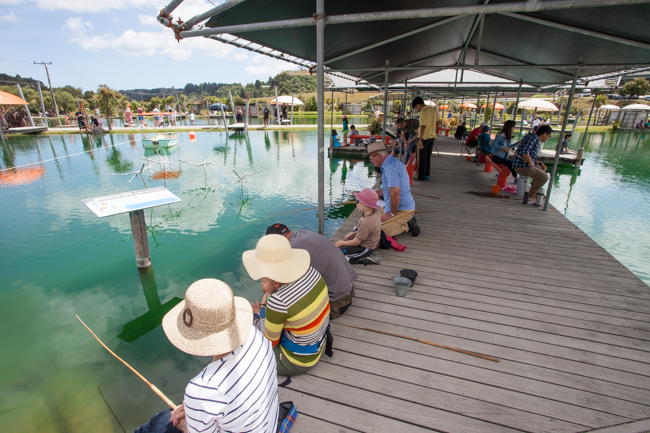
新西兰陶波外郊的钓虾公园

釣蝦（英語：Prawning, prawn fishing）是一種垂釣休閒活動，在台灣、馬來西亞、新加坡、泰國等地都很流行，釣蝦活動可以在野外的溪流、河口或人工養殖場進行。以台灣而言，釣蝦場已成為一種文化，通常一小時價格落在台幣250-550，釣後可以自行料理或者選擇代客料理。是外國觀光客前往台灣時會嘗試的一項比較小眾的文化體驗。

## 各地文化

### 臺灣

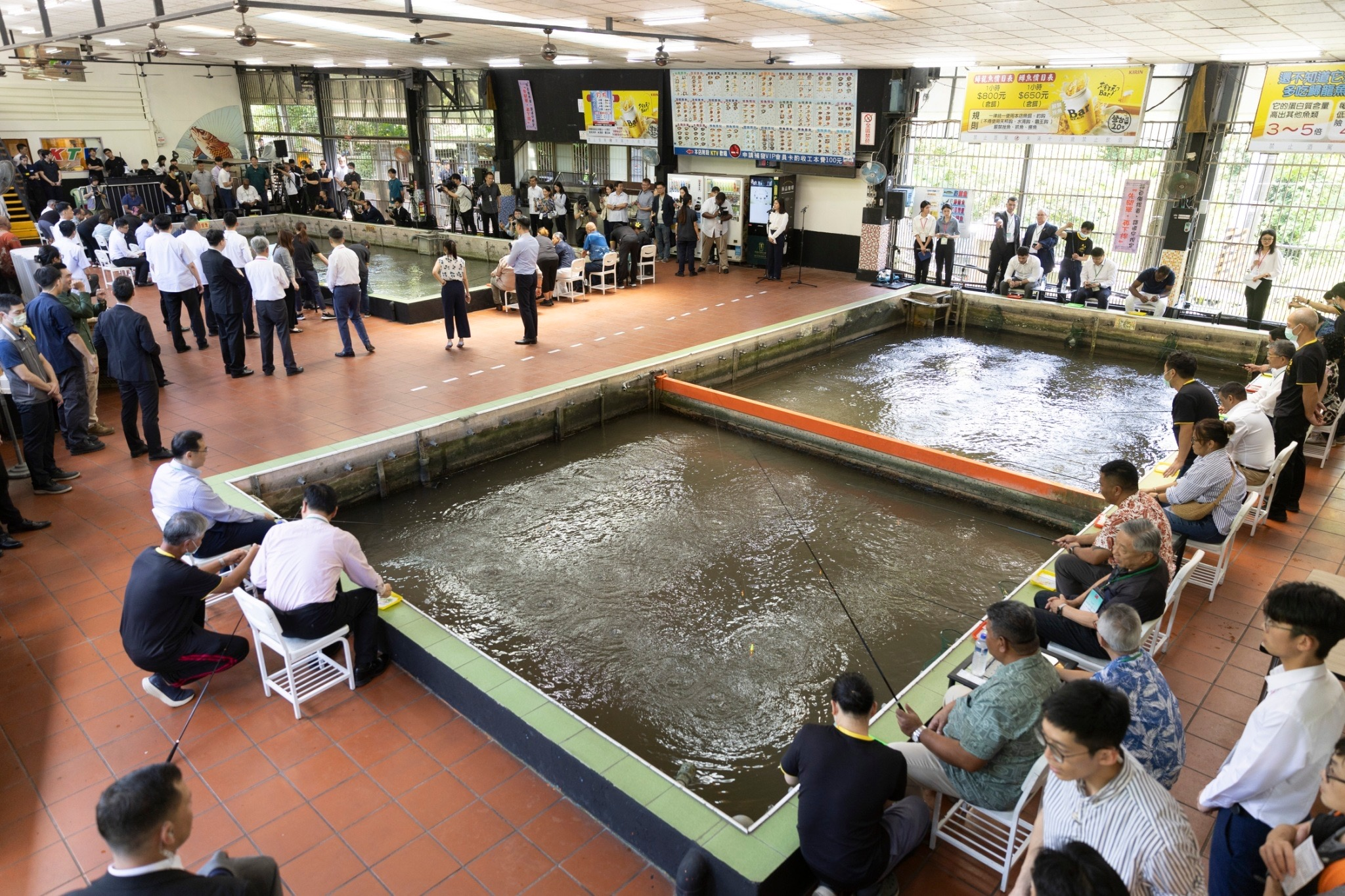
位於台北市士林區的一處釣蝦場

釣蝦在台灣已有30年歷史，通常釣客會選在釣蝦場垂釣，而釣蝦場通常會使用泰國蝦，釣到蝦子可以當場烤來吃，先抹上鹽巴後再燒烤，可鎖住蝦子肉質的甜味。 近年來，台灣的釣蝦活動受歡迎到連外國觀光客都來台灣嘗試，如NBA球員林書豪在台灣與朋友釣蝦，賴清德也曾在總統就職前邀請來訪的外賓使節體驗釣蝦文化。
不過泰國蝦在冬天或寒冷的時候活動力較弱，所以部分釣蝦場在冬天的時候會用龍蝦或螃蟹來替代。

### 新西兰
Huka Prawn Park是紐西蘭唯一的釣蝦養殖場，也是著名的旅遊景點，成立於1987年。

## 釣蝦技巧
釣蝦比釣魚簡單許多，不過也很有講究的，泰國蝦有螯，索餌時大都會先用螯先玩餌然後再拿到嘴巴，所以浮標有動只是代表蝦子有來索餌，並不是已經把餌吃掉了。這時候最好保持不動，一直到浮標幾乎整個都被扯到水面下，此時不要急著拉竿，而是慢慢的把竿子往旁邊拖拉，拉一下拉一下的節奏，動作要輕盈別太用力，蝦子會以為牠的食物要跑了，這時候才會一口吃掉釣餌。太大力或瞬間拉竿，蝦子會放掉餌料。如果這樣慢拉個幾次浮標還整個沉在水中，表示蝦子已經把餌吃下去了，此時就可直接一點把釣竿拉起，會感覺到釣線有撐緊，蝦子就上鉤。
因為泰國蝦與草蝦不同，有一對螯，取釣時，從蝦子的背後下手。虎口的部份對著蝦的背，先抓好，再用另一支手把牠兩隻大大的螯從根部抓好，往蝦子的腹部折，這樣就可以用握住蝦子的那支手把兩支螯也一起握住。有些公蝦螯很長，要小心不要被牠反夾了。這樣就可以空出一支手拔鉤子，放進蝦籠裡。

## 釣蝦工具
- 釣竿：釣蝦用的釣竿比釣魚竿細長。
- 釣餌：釣蝦用的釣餌通常選用豬肝或虱目魚魚腸，因為泰國蝦特別偏愛腥味重的食物。

## 歧義
Prawning在不同國家的捕釣文化，不一定是指用釣竿釣蝦，也可能是指用魚網捕蝦。

## 參看
- 釣魚、釣蟹
- 淡水蝦養殖（英语：Freshwater prawn farming）
- 海蝦養殖
- 海蝦漁業（英语：Shrimp fishery）